# Dimbo landsfiskalsdistrikt
Dimbo landsfiskalsdistrikt var 1918-1941 ett landsfiskalsdistrikt i Skaraborgs län, bildat när Sveriges indelning i landsfiskalsdistrikt trädde i kraft den 1 januari 1918, enligt beslut den 7 september 1917. Landsfiskalsdistriktet avskaffades den 1 oktober 1941 (genom kungörelsen 28 juni 1941) när Sverige fick en ny indelning av landsfiskalsdistrikt. Av dess ingående områden överfördes då kommunerna Mularp, Tiarp och Åsle till Vartofta landsfiskalsdistrikt; Hömb, Kungslena och Varv till Tidaholms landsfiskalsdistrikt samt Dimbo, Hångsdala, Härja, Kymbo, Ottravad, Skörstorp, Suntak, Utvängstorp, Valstad, Vättak och Östra Gerum till Slättängs landsfiskalsdistrikt.
Landsfiskalsdistriktet låg under länsstyrelsen i Skaraborgs län.

## Ingående områden

### Från 1918
Vartofta härad:
- Dimbo landskommun
- Hångsdala landskommun
- Härja landskommun
- Hömbs landskommun
- Kymbo landskommun
- Kungslena landskommun
- Mularps landskommun
- Ottravads landskommun
- Skörstorps landskommun
- Suntaks landskommun
- Tiarps landskommun
- Utvängstorps landskommun
- Valstads landskommun
- Varvs landskommun
- Vättaks landskommun
- Åsle landskommun
- Östra Gerums landskommun